# 奥诺雷·弗拉戈纳尔

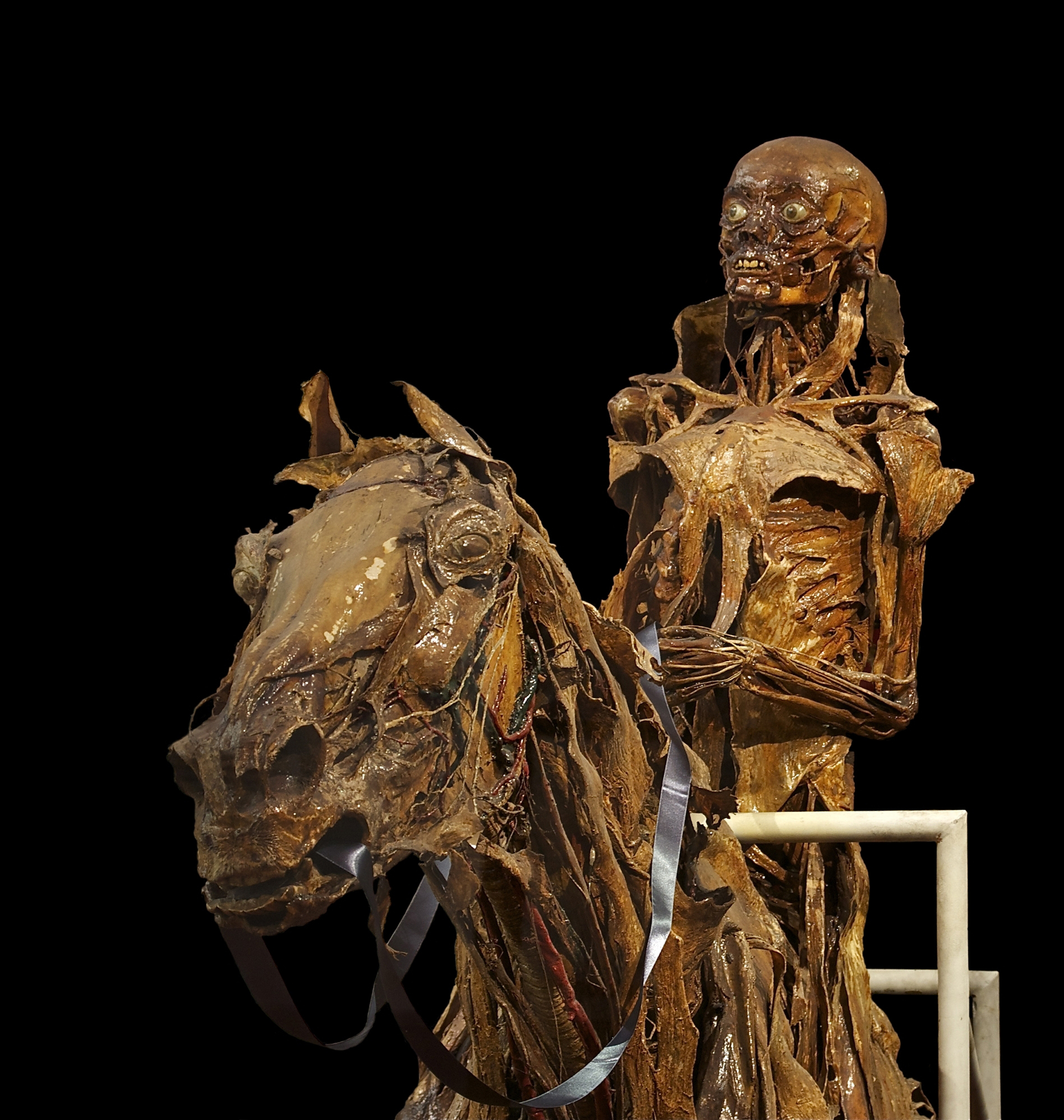
奥诺雷·弗拉戈纳尔于1766年至1771年间制作的剥皮的马和骑马者。

奥诺雷·弗拉戈纳尔（Honoré Fragonard，1732年6月13日—1799年4月5日），法国解剖学家，其制作的“剥皮”（écorchés）技法至今没有完全破解，现收藏于弗拉戈纳尔·德艾尔福特博物馆。

## 生平
1732年出生在法国格拉斯，是画家让-奥诺雷·弗拉戈纳尔的表弟。他学习外科，1759年得到了执照，1762年受雇于克劳德·布尔热（Claude Bourgelat），布尔热在里昂创办了世界上第一所兽医学校。在那里，弗拉戈纳尔开始制作他的第一个解剖学展品。1765年路易十五在巴黎创立了一所兽医学校，弗拉戈纳尔在该校担任第一位解剖学教授长达6年，制作了几千件解剖学物品。1771年他被认为是疯子而被驱逐。之后，他在家中继续制作解剖物品，出售给贵族以获取收入。
弗拉戈纳尔对作品非常认真，其手法从来没有泄露过，不过很可能是基于Jean-Joseph Sue的方法。他的作品往往是为了戏剧效果而不是科学展示。1793年，他与表兄一起成为国家艺术评审委员会成员。后来，他成为新创建的巴黎卫生学校解剖学主任，于1799年4月5日逝世。